# 가야누마역
가야누마역(일본어: 茅沼駅)은 일본 홋카이도 가와카미 군 시베차정에 위치한 홋카이도 여객철도 센모 본선의 철도역이다. 역 번호는 B59이며, 단선 승강장 1면 1선의 구조를 갖춘 지상역이다.

## 역 주변
- 가야누마 온천

## 역사
- 1927년 9월 15일 : 일본국유철도의 역으로서 개업. 일반역.
- 1973년 2월 5일 : 역무원 배치가 운전취급 요원으로만 한다. 화물 · 소화물 취급 폐지. 출개찰 업무 폐지. 다만, 조사 폐색식때문에 운전요원은 배치가 없음.
- 1986년 11월 1일 : 역무원 배치 종료. 전자 폐색식 시행할 때, 교행 설비 폐지.
- 1987년 4월 1일 : 일본국유철도 분할 민영화에 의해, 홋카이도 여객철도가 승계.
- 1989년 : 역사 개축.
- 1992년 4월 1일 : 간이 위탁 폐지, 완전 무인화.

## 인접 역
| 홋카이도 여객철도 센모 본선 | 홋카이도 여객철도 센모 본선 | 홋카이도 여객철도 센모 본선 |
| --------------------------- | --------------------------- | --------------------------- |
| B 60 시베차 아바시리 방면   | ■ 센모 본선                 | 도로 B 58 히가시쿠시로 방면 |